# Mouvement Wikimédia
« Wikimédia » redirige ici. Ne pas confondre avec Fondation Wikimédia ni MediaWiki.
 (septembre 2023).
Le mouvement Wikimédia est un mouvement social, international et inter-communautaire, qui a pour mission d'apporter un contenu éducatif gratuit à l'ensemble du monde et dont le projet le plus connu est Wikipédia. Le mot « Wikimedia » est le nom de marque de la Fondation Wikimédia, qui chapeaute le mouvement de façon institutionnelle. Cette fondation a pour mission d'inciter les gens du monde entier à collecter et développer des contenus éducatifs sous licence libre ou dans le domaine public, et à les diffuser efficacement et mondialement.
L'histoire du mouvement Wikimédia est étroitement liée à l'histoire de Wikipédia et celle de la Fondation Wikimédia et se voit parsemée de nombreux épisodes marquants dont certains prêtent à polémique. Sa géographie s'articule autour d'une sphère d'activités en ligne et d'une sphère d'activités hors ligne. La sphère en ligne se compose de plus de mille sites web, listes de diffusion et canaux IRC. Une partie des sites web, à l'image de Wikipédia, est destinée à la diffusion des connaissances, une autre partie se consacre à la gestion interne du mouvement, une troisième, enfin est essentiellement destinée au développement technique des infrastructures informatiques. La sphère hors ligne quant à elle, comprend plusieurs dizaines d'associations locales, des centaines de groupes d'utilisateurs et, en janvier 2020, deux organisations thématiques.
La communauté Wikimédia se reconnaît au travers des acteurs bénévoles statutairement dissociables des employés actifs à l'intérieur du mouvement. Elle est fortement attachée aux principes éthiques et idéologiques propres aux libertés numériques et composée de personnes majoritairement du genre masculin ayant suivi des études supérieures et dont la moyenne d'âge varie selon les activités et les origines géographiques. Le mouvement dans son ensemble se finance en grande partie par des millions de dons provenant de particuliers. Le succès des campagnes de donation et son extrême décentralisation offre au mouvement une grande indépendance institutionnelle ainsi qu'une marge d'exploitation très large.

## Histoire du mouvement

### Origine du terme Wikimédia
Le terme « Wikimédia » se présente comme un mot-valise dont la composante « wiki » est inspirée du mot hawaïen « wikiwiki » que l'on peut traduire en français par « vite, vite ». Le terme wiki fut hérité du premier logiciel d’édition collaborative de pages web appelé WikiWikiWeb. Il se transmit via un logiciel similaire intitulé UseModWiki qui fut installé le 10 janvier 2001 sur les serveurs de la firme Bomis dans le but de produire un projet collaboratif baptisée Wikipédia dont le but premier était d’enrichir Nupédia une encyclopédie commerciale développée par la même firme. Par la suite, le projet Wikipédia prit de l’ampleur alors que le projet Nupédia fut abandonné, UseModWiki fut remplacé par le logiciel MediaWiki, et tous les projets collaboratifs qui naitront autour de Wikipédia adopteront à leur tour l’expression wiki dans leurs appellations.
Le 16 mars 2003, lors d’une discussion concernant la déclinaison possible de l’encyclopédie en d’autres types de projets éditoriaux participatifs, l’écrivain américain Sheldon Rampton, eu l’idée d’ajouter au terme wiki, utilisé par Wikipédia et ses projets frères le suffixe « média », dans l’idée de marquer la variété des médias produits et mobilisés sur les plates-formes wiki (encyclopédie, site d’actualités, musiques, vidéos, etc.). Le terme Wikimedia en anglais fit ainsi sa première apparition et sera repris ensuite pour nommer la fondation chargée de soutenir Wikipédia. Par la suite, il fut utilisé de nouveau par Florence Devouard pour désigner le mouvement social qu’elle voyait apparaitre autour des projets soutenus par la fondation.

### Naissance du mouvement
L'histoire du mouvement Wikimédia est étroitement liée à l'histoire de Wikipédia, qui en est à l'origine. Dans les faits, on peut donc en déduire que la naissance du mouvement peut coïncider soit avec le lancement du projet encyclopédique le 15 janvier 2001, soit avec la naissance de la Fondation Wikimédia le 20 juin 2003. Cette organisation pris naissance en effet en portant le nom du mouvement dont elle assumera la gestion administrative Internationale. Elle apparut à la suite de la décision de Jimmy Wales d'abandonner son projet d'encyclopédie commerciale Nupédia, lancé par sa firme Bomis et de léguer les acquis de celle-ci à une organisation sans but lucratif.
La fondation Wikimedia hérita donc des noms de domaine Wikipédia et d'une reconversion en copyleft des copyrights de la société commerciale Bomis. Ce choix fut certainement motivé par la création de l'Enciclopedia Libre Universal en Español, un fork de la version linguistique espagnole de Wikipédia le 26 février 2002 contestant principalement la censure, l'existence d'une ligne éditoriale et surtout l'idée d'inclure des publicités sur le site Wikipédia.
Mais l'expression « mouvement Wikimédia » pourrait tout aussi bien marquer la naissance du mouvement au niveau des consciences cette fois. Celle-ci n'apparut pas à la création de la fondation, mais cinq ans plus tard à la suite d'une proposition faite par Florence Devouard, en juin 2008, peu de temps avant de quitter son poste de présidente de la fondation. Dans cette proposition figurait l'idée de modifier le site Wikimedia.org pour en faire la vitrine du « mouvement Wikimedia » selon ces principes :

« Le mouvement Wikimédia, comme je l'entends est 
- une collection de valeurs partagées par les individus (liberté d'expression, connaissance pour tous, partage communautaire, etc.)
- un ensemble d'activités (conférences, ateliers, wikiacadémies, etc.)
- un ensemble d'organisations (Fondation Wikimédia, Wikimedia Allemagne, Wikimedia Taïwan, etc.), ainsi que quelques électrons libres (individus sans chapitres) et des organisations aux vues similaires »,.

En 2020, soit douze ans plus tard, le site web Wikimedia.org affichera le message suivant :

« Wikimedia est un mouvement mondial dont la mission est d'apporter au monde des contenus éducatifs gratuits. Grâce à divers projets, chapitres et la structure de soutien de la Fondation Wikimédia, une organisation à but non lucratif, Wikimedia s'efforce de créer un monde dans lequel chaque être humain peut partager librement la somme de toutes les connaissances,. »

### Épisodes marquants et anecdotes dans l'histoire du mouvement Wikimédia

#### Années 2000
Dès 2005, les problèmes de conflits d'intérêts sur Wikipédia apparaissent dans le mouvement lorsque Jimmy Wales, cofondateur de Wikipédia, modifie selon sa vision l'article encyclopédique traitant de sa propre personne. Par la suite et dès 2012, des règles concernant la gestion des conflits d'intérêts, variables d'un projet linguistique à l'autre, voient le jour. Par après, en 2014, d'autres règles, variables selon les versions linguistiques de l'encyclopédie apparaissent au sujet des contributions rémunérées, en complément de conditions d'utilisation appliquées sur tous les projets. Cette nouvelle réglementation s'inscrit dans une « chasse aux sorcières », réagissant entre autres à l'apparition d'entreprises de type Wiki-PR, spécialisées dans l'édition payante des articles de Wikipédia. Autre fait marquant de cette époque : une employée de la fondation Wikimedia est licenciée pour avoir pratiqué ce genre d'éditions rémunérées.
Dans le contexte des critiques que l'on peut porter à l'encontre de Wikipédia, une polémique éclate en 2005 entre la revue scientifique Nature et l'Encyclopædia Britannica après la publication d'un article comparant Wikipédia et l'encyclopédie sur 42 entrées portant sur des thèmes scientifiques. Selon cette étude, « Wikipédia contenait environ quatre inexactitudes ; Britannica, environ trois » (Giles, 2005),.
Concernant les censures des projets Wikimédia dans plusieurs pays du monde, c'est en 2006, en Arabie saoudite, qu'a lieu le premier blocage définitif des projets Wikimédia. Un autre blocage aléatoirement partiel est fait en Chine la même année. Par la suite, d'autres blocages temporaires voient le jour comme le blocage de Wikipédia en Turquie entre le 29 avril 2017 et le 15 janvier 2020, levé à la suite d'une plainte déposée à la cour européenne des droits de l'homme par la fondation Wikimedia.
En 2007, lors de l'affaire Essjay rapportée dans le quatrième chapitre du livre La Révolution Wikipédia, un contributeur anglophone actif sur le projet Wikipédia anglophone dès 2005 est accusé de fausse déclaration relative à ses titres académiques et ses compétences professionnelles. La réelle identité et les réelles qualifications sont dévoilés à la communauté d'éditeurs à la suite de son engagement par la firme FANDOM anciennement appelée Wikia. Choquée par ce véritable scandale, la communauté Wikimédia choisit cependant de faire confiance à des règles de conduite précises et appropriées, élaborées de manière participative, plutôt qu'à une confiance plus interpersonnelle ou à des systèmes précis d'accréditation et de contrôle général.
En 2008, un autoportrait fait par un macaque nègre avec l'appareil du photographe animalier David Slater et téléchargé sur le site Wikimédia Commons, fait l'objet d'une plainte du photographe, adressée à la fondation Wikimedia. De cet épisode découle une déclaration du bureau du Copyright des États-Unis selon laquelle les travaux créés par des non-humains ne sont pas sujets au droit d'auteur.
En septembre 2008, le journaliste Vincent Glad découvre que le roman La Carte et le Territoire de Michel Houellebecq incorpore des extraits de Wikipédia en français sans mention de la source ni de la licence, en violation de la licence Creative Commons « avec attribution et partage dans les mêmes conditions » (CC-BY-SA) sous laquelle le contenu de l'encyclopédie est diffusé. Cet événement amènera l'association Wikimédia France à prendre position en précisant que seules « les personnes qui pourraient s’estimer lésées par l’utilisation que M. Houellebecq a fait de leurs contributions … peuvent se retourner contre lui et/ou son éditeur par le biais d’un recours en justice. ».
En 2009, l'effacement d'un paragraphe déplaisant de l'article concernant Alain Marlaix par une adresse IP en provenance du ministère de l'intérieur français fait un buzz médiatique dans le pays alors que, dans un autre contexte moins médiatisé, les pages Wikipédia relatives à la « loi anti-piratage française et l'amendement 138 » sont, elles aussi, modifiées par une adresse IP relevant du ministère de la culture.

#### Années 2010
Le 6 octobre 2011, le site Wikipédia en italien fera l'objet d'un « black-out » décidé par la communauté de contributeurs sans même qu'en soit informée la fondation Wikimedia. D'autres blocages temporaires ont lieu comme celui du 18 janvier 2012 orchestré par la fondation, cette fois en manifestation contre deux législatures proposées aux Congrès américain ou plus récemment encore contre une directive européenne concernant le copyright.
En novembre 2011, sur le site Wikipédia en allemand se discutait une scission avec le mouvement Wikimédia en raison d'une promotion faite par la fondation Wikimédia en faveur d'un filtre pour image indécente, dangereuses, et culturellement inacceptables. Cette crise fut initiée par l'accusation de Larry Sanger selon laquelle Wikimédia Commons hébergeait de la pornographie infantile. En réaction à cette accusation, Jimmy Wales s'était lancé dans une campagne de suppression d'images sans concertation de la communauté d'éditeurs. Dans ses actions, il en vint à supprimer de nombreuses images dont des images artistiques telles celle de Thérèse d'Avila dessinée par le peintre belge Félicien Rops. Son comportement provoqua une réaction très vive de la communauté qui poussera le cofondateur de l’encyclopédie, en date du 9 mai 2010, à se retirer lui-même ses droits d'administration sur tous les sites Wikimedia.
Dans le courant de l'année 2012, Lsjbot, un programme de création automatique d'articles sur Wikipédia, est reconnu comme l'auteur le plus prolifique de l'encyclopédie en doublant pratiquement le nombre d'articles de l'encyclopédie suédoise.
Le 20 août 2012, débuta une nouvelle affaire au sujet de l'article anglophone consacré au roman intitulé La Tache écrit par Philip Roth qui fait l'objet d'un effacement effectué par le biographe de l'auteur, et qui est restauré peu de temps après. Dans une lettre ouverte publiée dans le magazine The New Yorker, Philip Roth s'adresse à la communauté Wikipédia pour demander de rectifier ce qu'il considère être une erreur dans l'article. Cependant, la communauté demande à l'auteur d'apporter les sources vérifiables et dignes de foi qui justifient sa demande. L'affaire est ensuite médiatisée au travers de divers articles publiés dans des quotidiens anglophones.
En mars 2013, a lieu l'affaire de la station militaire de Pierre-sur-Haute dans laquelle la Direction centrale du Renseignement intérieur français (DCRI) entre en conflit avec le mouvement à la suite du refus de supprimer l'article de Wikipédia concernant la station.
À propos des biais de genre sur Wikipédia, une campagne Art+Feminism est lancée par mouvement Wikimédia dans le but d'ajouter du contenu sur Wikipédia à propos d'artistes féminines. En février 2015, une étude linguistique computationnelle relance la polémique en démontrant que les articles de Wikipédia sont biaisés à l'encontre des femmes. De nouvelles campagnes d'édition visant à réduire les biais de genre dans les  projets Wikimédia voient ensuite le jour notamment au travers du projet Women in Red.
En décembre 2015, James Heilman, élu par la communauté Wikimédia pour rejoindre le conseil d'administration de la fondation Wikipédia, est écarté par les autres administrateurs compte tenu d'un manque de confiance. Cet épisode est annonciateur d'une importante crise apparue à l'intérieur de la fondation Wikimédia durant laquelle la directrice Lila Tretikov démissionne de son poste au même titre que plusieurs salariés et membres du conseil d'administration. L'origine de cette crise est le projet secret de création d'un moteur de recherche intitulé Knowledge Engine estimé à 2,5 millions de dollars américains et qui doit être en partie financé par la fondation Knight. À ce problème, s'ajoute la cooptation par le conseil d'administration de la fondation Wikimedia de Arnnon Geshuri, ancien dirigeant des ressources humaines chez Google qui fait suite à une forte opposition de la communauté wikimédienne.
Dans le courant de l'année 2017, c'est au tour de l'association Wikimédia France de vivre une crise de gouvernance, entraînant une restriction budgétaire en provenance de la Fondation, de nombreux départs parmi les membres et administrateurs, ainsi qu'une plainte en justice déposée par la directrice démissionnaire. Cette crise met en évidence un « fossé » entre les valeurs et les pratiques du monde du travail et ceux du mouvement Wikimédia en matière de transparence de gouvernance et de gestion des conflits interpersonnels et est à l'origine d'une assemblée générale extraordinaire durant laquelle la recherche d'une gouvernance plus horizontale au sein de l'association est débattue[réf. nécessaire].
Toujours en 2017, un essai intitulé Wikipedia has cancer (Wikipédia a le cancer) de Guy Macon, contributeur anglophone depuis 2005, soulève des questions dans le mouvement au sujet des dépenses de la fondation Wikimedia. La métaphore n'inquiète pas pour autant le journal Quartz qui voit au niveau de la fondation Wikimedia une marge d'exploitation saine qui fait « honte » à ses concurrents en gardant constamment ses dépenses en dessous de ses revenus. Il est vrai cependant qu'en 2015 le message distribué durant la collecte de fonds était abusivement alarmant.

#### Années 2020
En juin 2021, Wikimedia publie son rapport d'évaluation de la désinformation dans l'édition en croate de Wikipédia, où il apparaît qu'entre 2011 et 2021 un groupe de contributeurs de cette version linguistique avait eu recours à des manœuvres d'intimidation et à des actions concertées pour acquérir du pouvoir dans  la communauté wikipédienne. Une fois aux commandes, ce groupe a réduit au silence ses contradicteurs ; il a pu ainsi publier sans opposition des contenus proches des thèses de l'extrême-droite, tendant à minorer ou nier les crimes des Oustachis pendant la Seconde Guerre mondiale. D'autres sujets politiques, historiques et sociaux, ont reçu  un traitement biaisé, marqué par des idées conservatrices, notamment l’interruption volontaire de grossesse, et la doctrine de l’Église catholique sur l'avortement, l'homosexualité,, l'antifascisme (assimilé à une forme de totalitarisme),,,. Des signalements avaient été adressés durant ces dix années à la Fondation Wikimedia qui, cependant, s'était abstenue d'intervenir, pour ne pas porter atteinte à l'indépendance éditoriale de Wikipédia en croate. Le rapport publié en 2021 admet que « le manque d’intervention de la Fondation a directement poussé les utilisateurs modérés hors de la plateforme ». Le groupe de rédacteurs considéré comme responsable de l'ensemble de l'affaire s'est vu privé de l'accès aux outils d'administrateurs en mars 2021.

### Plans stratégiques, vision et mission du mouvement
Dès 2004 et à la suite de la création de la Fondation Wikimédia, le mouvement Wikimédia fait l'objet de divers plans stratégiques. Ces plans sont tout d'abord élaborés au niveau des premiers conseils d'administration pour ensuite être construits au travers des processus collaboratifs. Le premier de ces processus complexes est lancé en 2011, en recourant à la participation de milliers de volontaires dispersés dans le monde. Il débouche sur un plan couvrant la période de 2010 à 2015 (voir fig. 2. ci-dessous). Ce processus fait appel à l'intelligence collective et au soutien du personnel de Wikimedia pour identifier, affiner et relever les défis stratégiques fondamentaux tout en reposant sur un principe de transparence, de collaboration et de participation répondant aux attentes des parties prenantes. Un nouveau plan stratégique est en cours d'élaboration pour l'horizon 2030 avec cette vision d'avenir : « Wikimédia deviendra la principale infrastructure de l’écosystème de la connaissance libre, et quiconque partageant notre vision aura la possibilité de nous rejoindre ».
D'autres plans stratégiques sont aussi développés dans d'autres organisations et associations Wikimédia régionales ou thématiques, comme Wikimedia Deutschland qui est par ailleurs l'association pionnière dans cette démarche. Tous ces plans stratégiques sont finalement les prolongations d'une vision commune du mouvement, discutée sur le projet Méta-Wiki et inspirée d'une réponse de Jimmy Wales à une interview postée le 28 juillet 2004 par Robin Miller sur le site Slashdot : « Imaginer un monde dans lequel chaque personne sur la planète a librement accès à la somme de toutes les connaissances humaines. »,, ceci en collaboration avec la fondation Wikimédia dont le but est de « donner la possibilité aux personnes du monde entier de collecter et développer du contenu éducatif sous licence libre ou se trouvant dans le domaine public, et de distribuer ce contenu efficacement et globalement » en mettant met à disposition
« l’infrastructure technique et la structure organisationnelle nécessaires afin de soutenir et de développer des projets wiki multilingues et toute autre initiative au service de cette mission. ».
Au-delà des discours officiels, il existe des tensions entre les besoins stratégiques et les normes établies par une communauté de volontaires qui se voit trop sollicitée mais aussi incluse et exclue du processus de façon ambivalente sinon arbitraire. De plus, une dérive de la mission est possible au niveau du mouvement. Il existe en effet un réel risque de voir le développement des institutions prendre la priorité sur la mission du mouvement, mais aussi que l'activisme local se professionnalise jusqu'à produire un clash culturel entre les associations locales soutenant le mouvement et la Fondation Wikimédia.

## Géographie en ligne de la communauté des contributeurs bénévoles
En début d'année 2020, outre le projet Wikipédia disponible en plus de 300 versions linguistiques, la Wikimedia Foundation héberge aussi plusieurs centaines de projets frères de l'encyclopédie libre dont le nombre d'utilisateurs peut varier de 148 pour le dictionnaire en Chaoui à 38 205 495 pour le projet Wikipédia en anglais. Au total, près de 900 sites web sont hébergés dans le mouvement pour diffuser un total de 364 millions de pages Web. Chacun de ces sites fonctionne sur un système de gestion de contenu différent et avec des règles d'utilisation potentiellement distinctes produites par des communautés de contributeurs autonomes pour finalement produire des articles dont 74 % n'existeront que dans une seule des 74 versions linguistiques existantes en 2010. Au niveau des règles, le projet Wikipédia germanophone possède notamment des règles beaucoup plus strictes que le projet francophone : le fair use n'y est pas d'application, les ébauches d'article ne sont pas conservées, le bannissement d'utilisateur nécessite un vote public à la majorité des deux tiers, etc. Parmi tous ces projets, il est possible de distinguer les projets de contenu, les projets de sensibilisation et d'administration et enfin les projets de développement technique.

### Les projets de contenu axés sur le partage des connaissances
Les projets-frères de Wikipédia sont destinés au partage de connaissances. On trouve parmi ceux-ci certains projets multilingues comme le projet Wikispecies. D'autres projets, en plus d'être multilingues, sont aussi centralisateurs de contenus, dans l'intention de les intégrer dans les autres projets sans pour autant les dupliquer, au niveau des autres projets Wikimédia. Dans ce dernier cas de figure, on trouve le projet Wikimedia Commons, chargé de centraliser les fichiers image, audio et vidéo, ainsi que le projet Wikidata, axé sur le traitement d'informations factuelles récoltées et redistribuées sous forme d'une base de données au niveau des projets Wikimédia. Les projets Wikimedia Incubator et Wikiversity Beta aussi multilingues, sont quant à eux destinés à la création, au test et au lancement de nouvelles versions linguistiques des projets éditoriaux déjà existants.
En dehors de nouvelles versions linguistiques, de nouveaux projets éditoriaux sont aussi susceptibles de voir le jour. Le projet WikiJournal sur Wikiversité, récompensé d'un prix de l'édition ouverte 2019 dans la catégorie open édition, est actuellement (février 2020) dans l'attente d'une réponse du conseil d'administration Wikimédia concernant une demande de création d'une nouvelle plate-forme web indépendante. Tous ces projets de partages de contenu repris sous le tableau ci-dessous sont libres, collaboratifs, indépendants dans leur gestion, principalement soumis à la licence CC.BY.SA et reposent toujours sur des logiciels MediaWiki séparés au niveau de l'infrastructure informatique.
Classés par défaut suivant leur ordre de création
| Logo | Projet            | Description                                            | Date de création |
|      | Wikipédia         | Encyclopédie                                           | Janvier 2001     |
|      | Wiktionnaire      | Dictionnaire et thésaurus                              | Décembre 2002    |
|      | Wikiquote         | Portail de recueils de citations                       | Juin 2003        |
|      | Wikibooks         | Portail de guides pédagogiques et techniques originaux | Juillet 2003     |
|      | Wikisource        | Bibliothèque de textes du domaine public               | Novembre 2003    |
|      | Wikimedia Commons | Base de données multimédia                             | Septembre 2004   |
|      | Wikispecies       | Répertoire taxinomique                                 | Septembre 2004   |
|      | Wikinews          | Site d'actualité                                       | Décembre 2004    |
|      | Wikiversité       | Portail de ressources éducatives originales            | Août 2006        |
|      | Wikivoyage        | Portail de guides touristiques originaux               | Décembre 2006    |
|      | Wikidata          | Base de connaissance                                   | Novembre 2012    |

### Les espaces d'aide, de coordination, de gestion et d'information interne au mouvement
Au-delà des projets de partage de contenu, il existe aussi tout un ensemble d'espaces numériques destinés à organiser les activités internes au mouvement Wikimédia. La plate-forme Meta-Wiki représente entre autres l'espace de gestion de tout ce qui est commun à tous les projets éditoriaux, mais également un lieu de traitement des questions administratives et politiques relative à l'ensemble du mouvement Wikimédia. Ce site est souvent l'espace où prendront naissance d'autres projets numériques internes au mouvement.
Parmi les projets actifs, le site wikimania.wikimedia.org a pour fonction de préparer les conférences internationales annuelles consacrées au mouvement Wikimédia, le site Wikimedia Outereach se focalise sur la promotion des projets Wikimédia au niveau de l'éducation, des GLAM tout en permettant l'échange de bonnes pratiques et réussites au sein. Le site Wikimedia strategy planning, utilisé pour élaborer la stratégie du mouvement pour la période 2010-2020 est quant à lui inactif à la suite de la fin du processus et ce bien qu'il soit toujours accessible en qualité d'archive. Le site Wikimedia Usability fut, lui aussi, abandonné dès la fin de son financement par la Stanton Foundation
Il existe aussi dans  l'espace numérique Wikimédia différents projets qui ne bénéficient pas d'un site et nom de domaine propre à leurs activités, mais qui se développent et se coordonnent au niveau d'autres projets plus larges tel que Wikipédia. Au niveau de la sphère francophone, figurent parmi ce type de projets internes, le Wikimag et l'infolettre Regard sur l'actualité de la Wikimedia (RAW), deux périodiques publiés par la communauté Wikimédia et pour la communauté Wikimédia au sein du projet Wikipédia, le projet WikiMooc un cours en ligne gratuit et ouvert à tous pour apprendre à contribuer à Wikipédia, mais également tout un ensemble de projets thématiques souvent impliqués dans la maintenance des portails de Wikipédia. Dans le mouvement Wikimédia sont hébergées enfin des centaines de listes de diffusion privées ou publiques et des centaines de salons de conversation (IRC) qui permettent à chaque groupe créé à l'intérieur du mouvement de communiquer sur les sujets qui lui tiennent à cœur.
Plus récemment enfin, en septembre 2019, une nouvelle plate-forme reposant sur WordPress et Discourse intitulée « Wikimédia Space » a aussi vu le jour comme espace de bloging, d'échanges d'informations et de conversations pour les personnes actives au sein mouvement Wikimédia elle fut cependant rapidement abandonnée fin février 2020 pour perdurer seulement dans la fonction de blog destiné à la communauté. Afin de synthétiser l'information, tous les espaces numériques internes au mouvement Wikimédia sont repris sous le tableau ci-dessous.

### Les espaces de gestion technique
Afin de gérer ses aspects techniques et informatiques le mouvement Wikimédia possède aussi un ensemble de sites dédiés. Le site Wikimédia Phabricator, lancé en septembre 2014 et reposant sur un logiciel libre répondant au même nom, est utilisé pour traiter les bugs et autres tâches dans le mouvement Wikimédia qui ne doivent pas forcément être techniques. Le site MediaWiki est une autre plateforme multilingue destinée au développement collaboratif et à la documentation concernant le logiciel MediaWiki, utilisé sur tous les projets éditoriaux Wikimédia, mais également par de nombreux autres parties prenantes, qui se rassemblent régulièrement lors de conférences spécifiquement consacrées au logiciel. Le site Wikitech, quant à lui, est une plateforme d'information et d'orientation technique au sujet du Wikimedia Cloud Services (WMCS) utilisé en janvier 2020 par plus de 16 000 personnes, donnant accès aux dumps et systèmes de gestion de bases de données des projets Wikimédia. Le projet Kiwix, enfin, offre un logiciel qui permet d'avoir accès à Wikipédia, ses projets frères et bien d'autres ressources éducatives sans avoir de connexion Internet dans tous les pays du monde et même en prison. Les projets de gestion technique sont repris de manière synthétique dans le tableau ci-dessous.

### Espaces d'informations publiques
Dans le but de communiquer avec le grand public, la fondation Wikimedia possède un site d'information au sujet de sa gouvernance et un site vitrine intégrant un espace blog. De manière similaire, les associations Wikimédia France et Suisse possèdent aussi leur propre site web auto-hébergé alors que d'autres chapitres tels que l'association belge et canadienne utilisent un wiki hébergé par la fondation. Parfois inclus dans son site comme l'association française, de nombreux blogs sont aussi présents sur le Net comme celui de Wikimédia Belgique ou encore celui de l'espace Wikimedia Space. D'autres blogs encore peuvent être tenus par des contributeurs ou ex-contributeurs singuliers. Il existe, enfin, sur les réseaux sociaux, d’innombrables comptes gérés par les associations, groupes d'utilisateurs, et utilisateurs actifs au sein du mouvement Wikimédia.

## Géographie hors ligne des organisations et associations actives au sein du mouvement

### La fondation Wikimedia
La Wikimedia Foundation Inc (WMF) a son siège dans la ville de San Francisco, non loin de la Silicon valley. Elle possède les noms de domaine des projets Wikimédia, les marques déposées et est responsable de la majeure partie des collectes de fonds effectuées par le mouvement. Cette organisation sans but lucratif, catégorisée ONG par l'Union européenne, est supervisée par un conseil d'administration reconnu comme organe décisionnel le plus élevé du mouvement. Il supervise officiellement la Fondation et définit sa stratégie. Ce conseil d'administration est composé de Jimmy Wales en qualité de membre fondateur, d'un président et de 9 sièges dont 4 sont cooptés, 2 élus par les organismes affiliés (chapitres et groupes d'utilisateurs) et 3 par la communauté des contributeurs des projets éditoriaux en ligne. Ce conseil d'administration est soutenu dans son autorité suprême par : une équipe volontairement cosmopolite de plus de 350 salariés répartis dans 9 départements supervisé par une directrice exécutive, un conseil consultatif composé jusqu'au 30 juin 2018 de 16 membres invités par le conseil, une commission de médiation composée de membres volontaires désignés par le conseil d'administration et un comité électoral composé de volontaires supervisés par un membre du conseil d'administration et conseillé par quatre membres du personnel.

### Les comités
Le mouvement Wikimédia comprend un ensemble de 8 comités. Parmi les comités actifs, trois d'entre eux sont composés uniquement de membres du conseil d'administration de la fondation Wikimedia soutenus par des conseillers non votant et la présence d'un intermédiaire avec l'équipe de salariés. Le comité de gouvernance du conseil, qui s'assure que le Conseil s'acquitte efficacement de ses responsabilités, le comité d'audit, qui assure la surveillance des questions financières et comptables et le comité des ressources humaines, qui supervise les politiques et les pratiques en matière de rémunération et de personnel.
Quatre autres comités décisionnels indépendants sont formés de personnes issues de différentes parties du mouvement dans le respect d'une certaine diversité géographique, linguistique et culturelle. Ces comités sont souvent assistés par du personnel de la fondation et surveillé par certains membres du conseil d'administration de la fondation Wikimedia. Parmi ces comités, il y a celui de la distribution des fonds (CDF), des langues, des affiliations (AffCom) et une commission de médiation.
Un dernier est enfin consacré aux relations publiques de la fondation et géré par les membres du staff de salariés aidés par des bénévoles et du personnel des associations affiliées.

### Les associations locales

Fig. 3 : Les chapitres Wikimedia en janvier (Bastique et al., 2019).
Chapitres existants
Chapitres approuvés, mais pas encore fondés
Chapitres dont la création est planifiée
Chapitres en discussion

On trouve à l'intérieur du mouvement Wikimédia une quarantaine d'associations appelées chapitres (de la traduction littérale du terme anglais chapter) qui représentent autant de satellites nationaux de la Fondation Wikimédia, administrativement indépendants, mais autorisés à utiliser les marques déposées pour la collecte de fonds propres et l'organisation d'évènements. L'objectif de ces partenaires locaux de la fondation est d'assurer un support local aux communautés d'éditeurs, tout en assurant la promotion et un certain lobbying parmi d'autres institutions locales. Les chapitres assurent aussi le recrutement local de nouveaux contributeurs, lors de réunions hors ligne rassemblant de nouveaux contributeurs et/ou des contributeurs très actifs. En Suède notamment, un partenariat entre le mouvement Wikimédia, l'UNESCO et l'association Cultural Heritage without Borders (patrimoine culturel sans frontières) permet de mettre sous licence libre des informations concernant certaines formes de patrimoines culturels en péril.
Toutes à but non lucratif, ces associations sont cependant très différentes au niveau de leurs tailles, de leurs financements, de leur nombre de bénévoles ou d'employés, d'infrastructures, etc. Certaines profiteront d'un financement d'état comme c'est le cas de l'association polonaise et italienne ; d'autres comme les associations suisse et allemande (la première ayant vu le jour seulement un an après la création de la fondation) pourront gérer de façon indépendante les dons en provenance de leurs pays récoltés lors des campagnes de donations organisées par la fondation[réf. nécessaire] ; d'autres encore ne seront financées que par des dons directs fiscalement déductibles ou non, et/ou par un financement de leurs programmes par la fondation Wikimedia après un processus rigoureux de demande de financement et de rapport d'activités. À titre d'exemple, la plus grosse de ces associations est actuellement le chapitre allemand Wikimedia Deutschland qui emploie en juin 2019 plus de 130 salariés et comprend plus de 50 000 membres.
Les chapitres dont la filiation est active ou perdue en date de janvier 2019 sont repris dans le tableau ci-dessous :
| Pays               | Titre officiel           | Date de reconnaissance      | Affiliation | Membres |
| ------------------ | ------------------------ | --------------------------- | ----------- | ------- |
| Afrique du Sud     | Wikimedia South Africa   | 2017-02-05                  | Active      | 18      |
| Allemagne          | Wikimedia Deutschland    | 13 juin 2004                | Active      | 50000 + |
| Arménie            | Wikimedia Armenia        | 2013-05-14 (2013-03-26)     | Active      | 16      |
| Argentine          | Wikimedia Argentina,     | 1er septembre 2007          | Active      | 65~     |
| Australie          | Wikimedia Australia      | 1er mars 2008               | Active      | 150~    |
| Autriche           | Wikimedia Österreich     | 26 février 2008             | Active      | 47      |
| Bangladesh         | Wikimedia Bangladesh     | 2011-05-24                  | Active      | 41      |
| Belgique           | Wikimedia Belgium        | 8 octobre 2014              | Active      | 90+     |
| Canada             | Wikimedia Canada         | 24 mai 2011                 | Active      | 60~     |
| Colombie           | Wikimedia Colombia       | 2019-06-28                  | Active      | -       |
| Chili              | Wikimedia Chile          | 16 juillet 2011             | Active      | 486     |
| Corée              | Wikimedia Korea          | 2015-11-10                  | Active      | 35~     |
| Danemark           | Wikimedia Danmark        | 3 juillet 2009              | Active      | 20      |
| Espagne            | Wikimedia España         | 7 février 2011              | Active      | 110~    |
| Estonie            | Wikimedia Eesti          | 31 août 2010                | Active      | 45      |
| Finlande           | Wikimedia Suomi          | 21 septembre 2009           | Active      | 21      |
| France             | Wikimédia France         | 23 octobre 2004             | Active      | 250     |
| Hong Kong          | Wikimedia Hong Kong      | 1er mars 2008 - 2017-02-01  | Perdue      | -       |
| Hongrie            | Wikimédia Magyarország   | 27 septembre 2008           | Active      | 40~     |
| Inde               | Wikimedia India          | 3 janvier 2011 - 2019-09-14 | Perdue      | -       |
| Indonésie          | Wikimedia Indonesia      | 7 octobre 2008              | Active      | 46      |
| Israël             | Wikimedia Israel         | 26 juin 2007                | Active      | 35~     |
| Italie             | Wikimedia Italia,        | 17 juin 2005                | Active      | 410~    |
| Kenya              | Wikimedia Kenya          | sans - 2013                 | Absente     | -       |
| Macao              | Wikimedia Macau          | 2009-04-09 - 2017-08-01     | Perdue      | -       |
| Macédoine du Nord  | Wikimedia Macedonia      | 1er février 2010            | Perdue      | -       |
| Mexique            | Wikimedia Mexico,        | 3 août 2011                 | Active      | 15      |
| New York           | Wikimedia New York City  | 12 janvier 2009             | Active      | 35      |
| Norvège            | Wikimedia Norge          | 23 juin 2007                | Active      | 108     |
| Pays-Bas           | Wikimedia Nederland      | 27 mars 2006                | Active      | 200     |
| Philippines        | Wikimedia Philippines    | 12 avril 2010 - 2017-02-28  | Perdue      | -       |
| Pologne            | Wikimedia Polska         | 18 novembre 2005            | Active      | 130     |
| Portugal           | Wikimedia Portugal       | 3 juillet 2009              | Active      | 40~     |
| République tchèque | Wikimedia Czech Republic | 6 mars 2008                 | Active      | 64      |
| Royaume-Uni        | Wikimedia UK             | 12 janvier 2009             | Active      | 360~    |
| Russie             | Wikimedia Russia         | 24 mai 2008                 | Active      | 17      |
| Serbie             | Wikimedia Serbia         | 3 décembre 2005             | Active      | 80~     |
| Suède              | Wikimedia Sverige        | 11 décembre 2007            | Active      | 629     |
| Suisse             | Wikimedia CH             | 14 mai 2006                 | Active      | 486     |
| Thaïlande          | Wikimedia Thailand       | 2019-06-28                  | Active      | -       |
| Taïwan             | Wikimedia Taiwan         | 4 juillet 2007              | Active      | 30      |
| Ukraine            | Wikimedia Ukraine        | 3 juillet 2009 + 17/05/2017 | Active      | 360~    |
| Uruguay            | Wikimedia Uruguay        | 2017-03-12                  | Active      | 18      |
| Venezuela          | Wikimedia Venezuela      | 2016-01-14                  | Active      | 15~     |

### Les groupes d'utilisateurs

Fig. 4 : Répartition géographique du mouvement Wikimédia. En bleu les chapitres, en vert les groupes utilisateurs à thématiques régionales (Effeietsanders et al., 2019).

Un groupe d’utilisateurs de Wikimédia est une possibilité d’affiliation simple et flexible à la fondation Wikimedia qui demande moins de prérequis qu’un chapitre ou qu’une organisation thématique. Les groupes d'utilisateurs peuvent s'organiser autour de problématiques régionales ou culturelles, de projets éditoriaux Wikimédia ou d'autres thématiques liées à des secteurs d'activité ou des enjeux identitaires. En juin 2019, ces groupes étaient au nombre de 112.

### Les organisations thématiques
Les organisations thématiques regroupent des « organisations indépendantes à but non lucratif créées pour soutenir et promouvoir les projets Wikimédia dans un domaine prioritaire spécifié ». Il existe actuellement deux organisations thématiques à l'intérieur du mouvement. La première est intitulée Amicale Wikimedia (CAT) la seconde Wikimedia Medecine (WPM).
La première s'intéresse à la langue et la culture catalane avec pour mission première de « faire en sorte que l’ensemble du savoir humain soit aussi disponible en catalan et que le savoir sur la culture catalane soit aussi disponible dans chaque langue » et est lauréate du prix national de la culture délivré par le Conseil de la Culture et des Arts (CoNCA). La seconde a pour vision un monde dans lequel « chacun aurait un accès libre à la totalité des connaissances biomédicales » et se voit chapeautée par la Wiki Med Foundation Inc qui travaille en étroite collaboration avec l'association Traducteurs sans frontières dans un réseau international intitulé Healthcare Information For All.

### Les projets transversaux
Il existe aussi dans le mouvement Wikimédia des projets transversaux ne bénéficiant pas de structure juridique, ni de site Web propre, mais qui se développent sur des projets en ligne préexistants tel que Méta-Wiki ou Wikipédia et qui ont pour but de coordonner les actions de plusieurs entités affiliées tout en incluant autant que possible la communauté de contributeurs Wikimédia. Au niveau de la sphère francophone, il existe par exemple le projet Wikifranca, axé sur la francophonie,, l'ancien projet Afripedia et l'actuel projet WikiAfrica axé sur le continent africain, le projet international Wikipédia Zéro abandonné en 2018 depuis , et bien d'autres projets spécifiques à l'encyclopédie Wikipédia francophone. De manière synthétique, le tableau ci-dessous reprend les différents projets transversaux.
| Logo de WikiFranca | WikiFranca est un projet de collaboration entre les entités francophones du mouvement Wikimédia.                                    | Logo projet Wikiafrica        | WikiAfrica est un projet qui a pour but de rendre le continent africain plus présent au sein des projets Wikimédia grâce à divers programme et outils techniques.                 |
| Logo Afripédia     | Afripédia (archivé) fut un projet dont l'objectif était de fournir un accès hors-ligne au projet Wikimédia dans les pays africains. | Logo du projet Wikipedia Zero | Wikipedia Zéro (archivé) fut un projet visant à fournir un accès gratuit au projet Wikimedia sur téléphone portable pour les populations ne pouvant financer un accès à Internet. |

### Les Wikimédiens en résidence
Parmi les personnes actives dans le mouvement wikimédia, certaines deviennent wikimédien ou wikimédienne en résidence, c'est-à-dire engagées par une institution, souvent de type GLAM ou impliquée dans le domaine de l'éducation dans le but de faciliter la création d'entrées sur les projets Wikimedia, d'encourager et aider à la publication de documents sous licences libres, ou encore de développer les relations entre l'institution et le mouvement Wikimédia. De par le monde, environ 170 cas de résidence sont recensés, pour des contrats de quelques heures par semaine ou beaucoup plus.

### Les partenaires du mouvement Wikimédia
Outre les institutions accueillant des wikimédiens en résidence, d'autres organisations non lucratives, souvent impliquées dans le mouvement du logiciel libre, sont reconnues partenaires du mouvement Wikimédia. C'est le cas par exemple du projet OpenStreetMap,, de la free software foundation, de l'Open Knowledge Foundation, ou encore de l’association Creative Commons dans le rôle de fournisseurs de services.
Dans une autre mesure et un autre contexte, certaines entreprises commerciales peuvent devenir partenaires du mouvement Wikimédia comme mécène ou prestataire de service. Des partenariats existent avec des producteurs de hardware, des entreprises du Web et des opérateurs de télécommunication dans le cadre par exemple du projet Wikipédia Zéro clôturé durant l'année 2018 qui vise à offrir un accès gratuit à Wikipédia par téléphone portable aux populations ne pouvant financer un accès à Internet.
En 2023, l'UNESCO Jakarta est partenaire officiel de la conférence mondiale du mouvement qui se tient à Singapour après avoir participé avec la Wikimedia Foundation à un projet de numérisation de manuscrits sur ôles.

## La communauté Wikimédia
L'expression « communauté Wikimédia » est complémentaire de celle de « mouvement Wikimédia ». En pratique, elle s'utilise en général pour définir toutes les personnes actives à l'intérieur du mouvement Wikimédia. On parle de communautés d'éditeurs, de communauté d'utilisateurs, voire de communauté bénévole parmi les  projets, tandis que l'expression « communauté Wikimédia » sera souvent réservée dans les faits à la désignation des contributeurs actifs dans les tous les projets Wikimedia. Désignée comme telle, elle peut donc se décrire comme un ensemble de personnes souvent peu intéressées par la participation aux activités hors ligne, mais développant un fort sentiment d'appropriation, de pouvoir décisionnel à l'intérieur du mouvement.
La communauté Wikimédia, salariés des institutions mis à part, représente aux yeux de certains « l'ensemble des personnes bénévoles et amateures composant la communauté la plus prospère de l'ère numérique ». Elle se caractérise par un activisme, une éthique et une idéologie très fortes, ainsi qu'une grande sensibilité à tout ce qui est en décalage avec la philosophie du mouvement, telles la censure et l'entrave à la liberté numérique. Le manque de reconnaissance, voire un certain mépris de la hiérarchie traditionnelle et des titres académiques, fait aussi partie intégrante de la philosophie du mouvement.
Dès 2009, une étude menée par la fondation Wikimedia, met en évidence une grande disparité de genre parmi les éditeurs de Wikipédia dont les femmes ne représentent que 10 %. Cette étude fait aussi apparaître que la communauté Wikimédia de l'époque est majoritairement constituée de personnes célibataires et sans enfants, dont les trois quarts ont moins de 30 ans et un peu plus de la moitié bénéficient d'une formation d'enseignement supérieur (voir figure 5 ci-dessous).
Concernant la proportion de femmes, une étude datant de 2011 relève 9 % de contributrices, une autre de 2013, 22 %, celle de 2014, plus axée sur les pays du Sud, 20 %, une autre de 2016 portant sur les contributeurs germanophones, 10 %. Plus récemment, une étude de 2018 rend compte d'un pourcentage variable de 5 à 13,6 % en fonction des origines et met à jour le niveau d'éducation de la communauté Wikimédia, avec cette fois-ci près de 85 % des personnes diplômées de l'enseignement supérieur dont 34 % au niveau baccalauréat, 26 % au niveau master et 12 % au niveau doctorat (voir figure 6 et 7 ci-dessous).
Quant à la moyenne d'âge des membres de la communauté et selon l'étude de 2018, elle varie selon leurs activités et de leurs origines (voir figure 9 ci-dessous). La tranche d'âge de 18 à 34 ans est représentée entre 29 et 60 %, celle de 35 à 44 ans entre 12 et 31 % et celle de 45-84 ans entre 20 et 54 %.
En plus de l'inégalité hommes-femmes, il existe une deuxième fracture dans la communauté Wikimédia selon l'origine des contributeurs. En effet, seulement 20 % des contributeurs proviennent des pays du Sud alors que près de 50 % des contributeurs sont d'origine européenne (voir figures 8.1 et 8.2 ci-dessous).
Ce fossé culturel est l'une des préoccupations principales du rassemblement Wikimania de 2018 au Cap, un cycle de conférences traitant de sujets portés à cœur par le mouvement Wikimédia et sans aucun doute le plus grand rassemblement annuel de la communauté. Il peut compter jusqu'à 1 200 participants d'un âge allant de trois mois à 72 ans et provenant de 70 nations différentes. Une autre cycle de conférences annuel appelé WikiConvention rassemble les contributeurs des projets francophones.

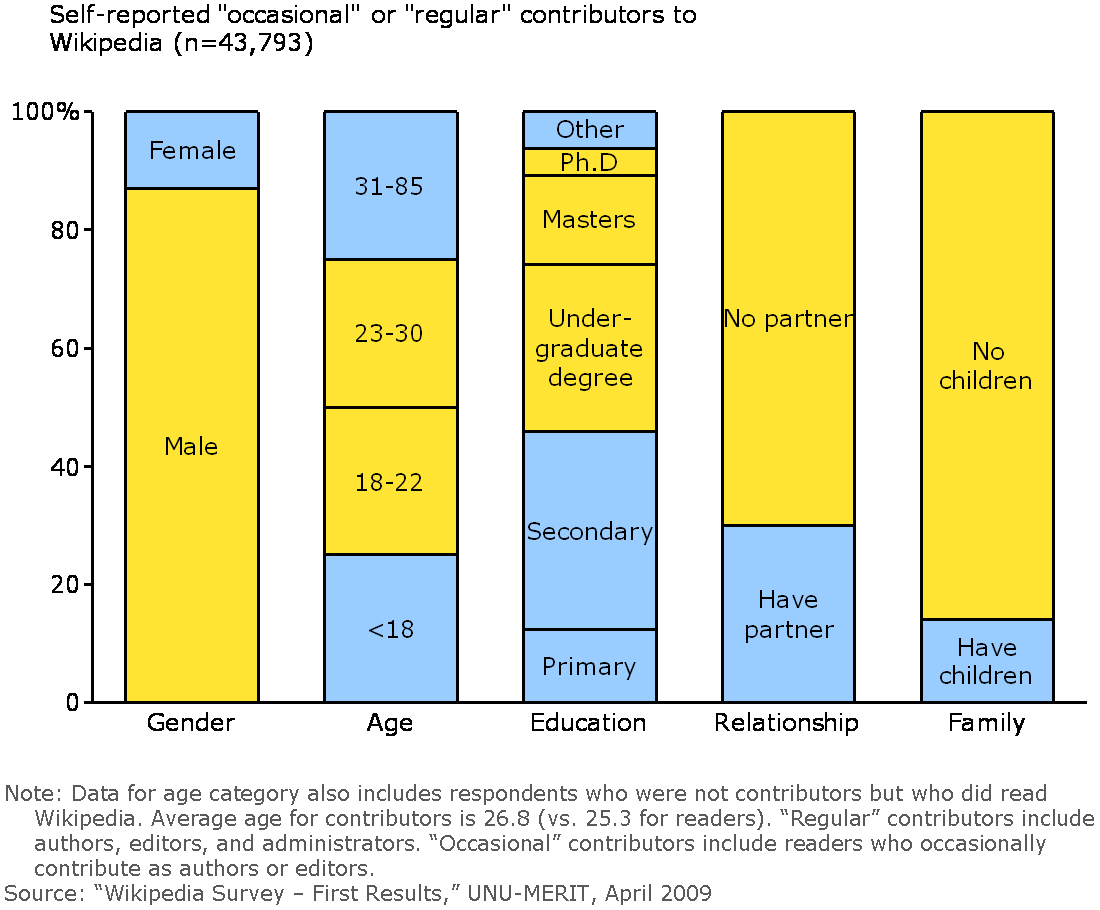
Fig. 5 : Graphique de répartition des éditeurs de Wikipédia par catégories (UNU-MERIT, 2009).
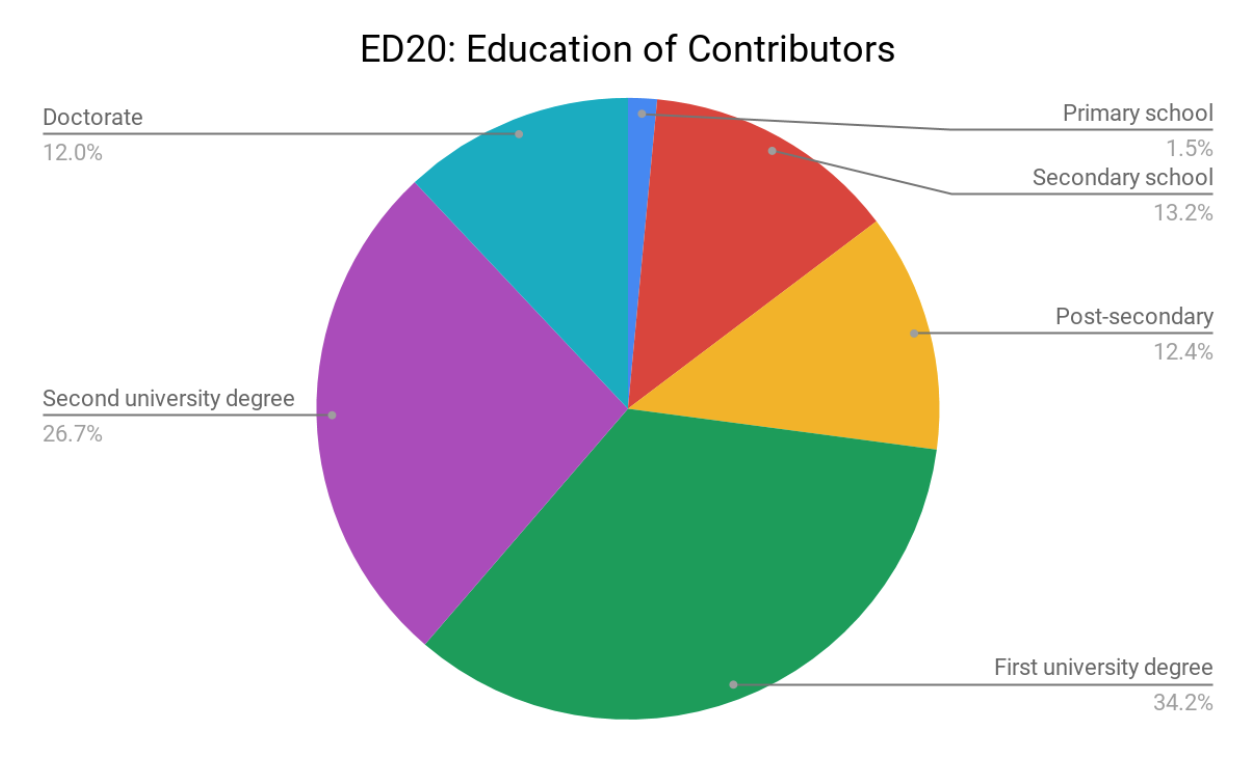
Fig. 6 : Graphique de répartition du niveau d'éducation au sein de la communauté Wikimédia (EGalvez (WMF), 2018).
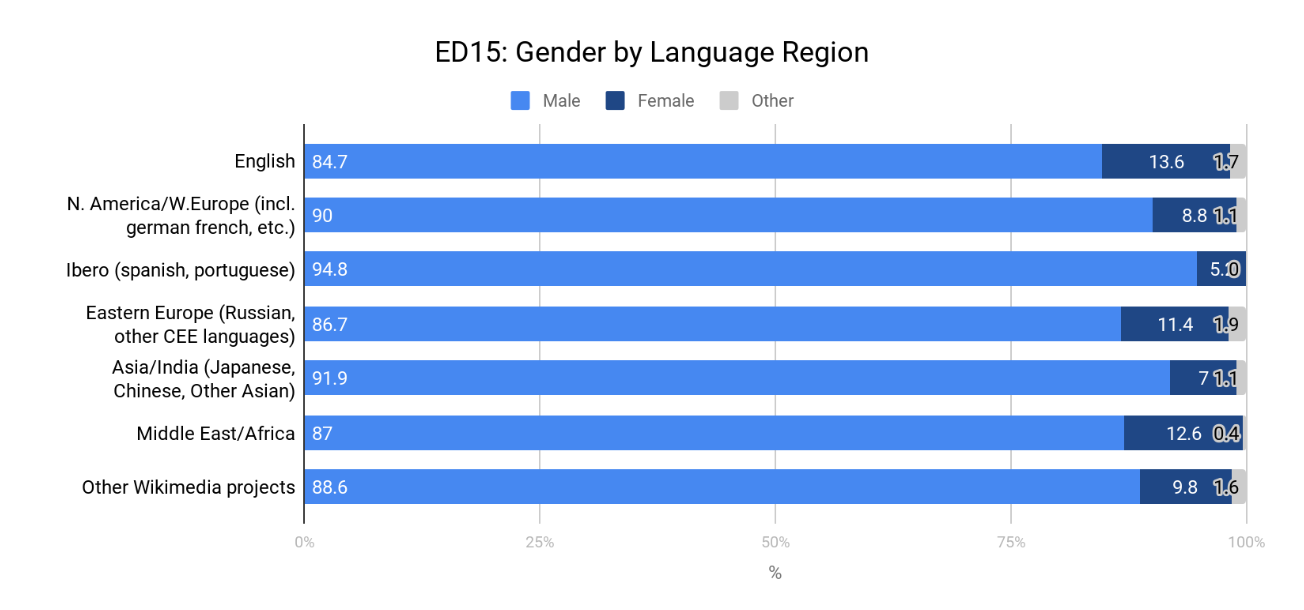
Fig. 7 : Graphique de répartition de genre des membres de la communauté Wikimédia en fonction de leurs origines (EGalvez (WMF), 2018).

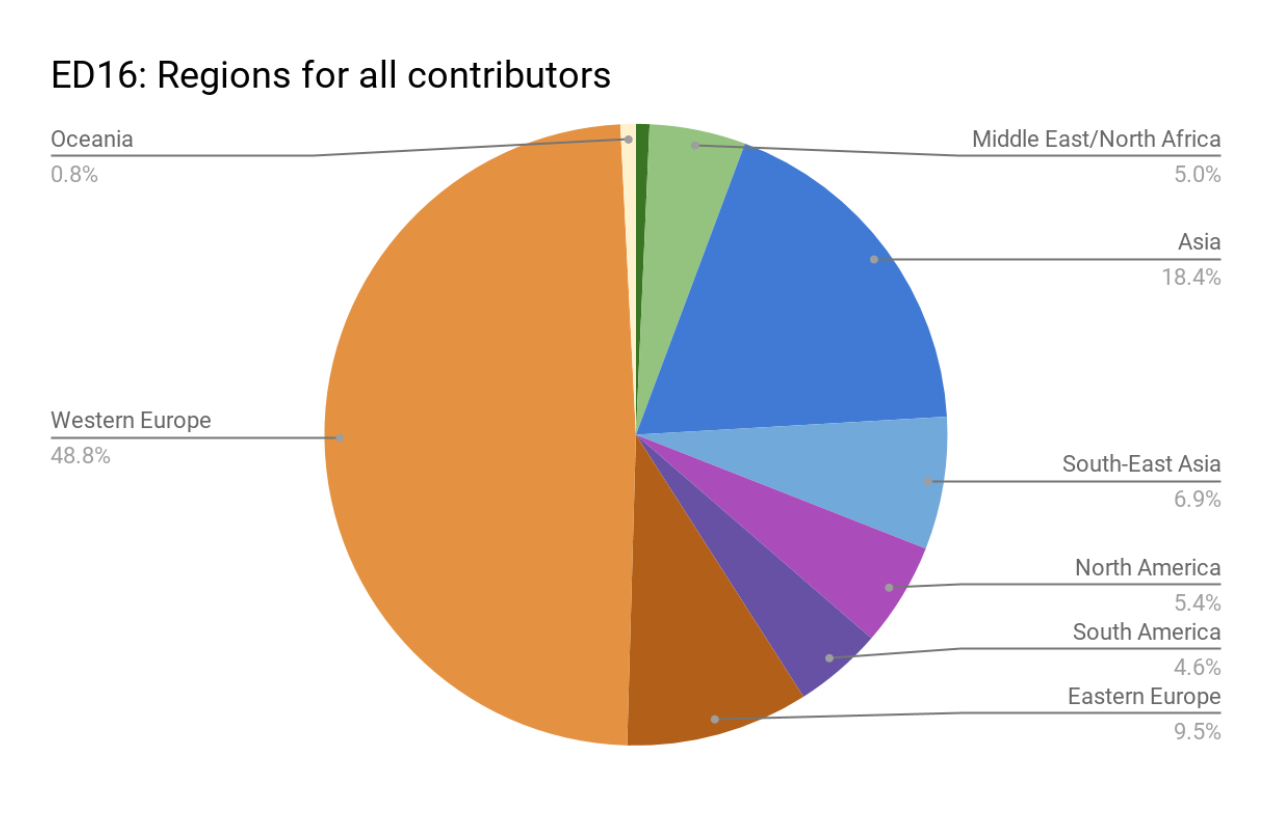
Fig. 8.1 : Graphique de répartition des contributeurs la communauté Wikimédia en fonction de leurs origines (EGalvez (WMF), 2018).
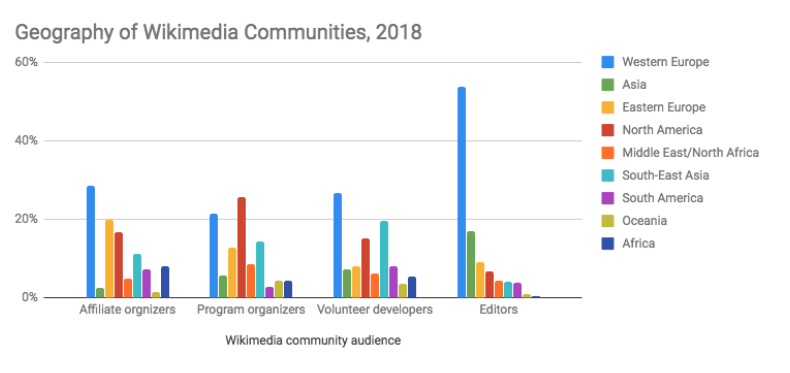
Fig. 8.2 : Graphique de répartition des contributeurs la communauté Wikimédia en fonction de leurs origines (EGalvez (WMF), 2018).
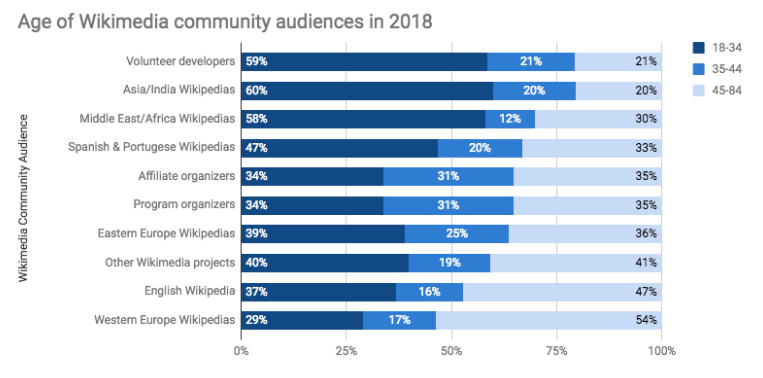
Fig. 9 : Graphique de répartition des ages des membres de la communauté Wikimédia en fonction de leurs activités et origines (EGalvez (WMF), 2018).

## Gestion financière du mouvement
Le financement du mouvement Wikimédia se fait sans aucune rentrée publicitaire et repose essentiellement sur des campagnes publiques de dons organisées par la fondation Wikimedia. Celle de 2018-2019, récolta plus 7 millions de dons provenant d’une trentaine de pays et d’une moyenne de 15,61 dollars US, permit de récolter au total 112,9 millions de dollars US. Le compte-rendu de cette campagne indique qu'une grande majorité de ces dons proviennent de pays occidentaux (voir figure 10 ci-dessous) et que 39 % d’entre eux sont initiés par des bannières affichées sur les sites Wikimédia (voir figure 11 ci-dessous). Sur l'exercice 2021-2022 les campagnes de dons ont rapporté 165 millions de dollars US (environ 150 millions d'Euros). À l’exception des dons transmis depuis la Suisse et l'Allemagne qui sont directement gérés par les associations locales respectives après avoir transmis un pourcentage de ce montant à la fondation Wikimedia, l'ensemble des dons est gérée par cette dernière.
Au-delà de cette source de financement, le mouvement Wikimédia peut aussi recevoir des dons au niveau des instances locales tels que les chapitres, projets thématiques, groupes d’utilisateurs, etc. Certaines rentrées financières peuvent en effet provenir de campagnes de soutien orchestrées localement, dont certaines peuvent donner accès à une déduction fiscale. Certaines associations locales telles que Wikimédia Italie et Wikimédia Pologne bénéficient aussi d'un soutien financier étatique provenant directement d'une partie d’impôts communautaires que les citoyens sont libres d'attribuer à des organismes d'intérêt public. Un fonds de dotation réunissant la somme de 43 millions de dollars américains en juillet 2019 est créé en mai 2016 dans le but de générer des revenus pour soutenir les opérations et les activités des projets Wikimédia à perpétuité.
Au niveau des dépenses, la fondation Wikimedia distribue ses ressources financières dans différents secteurs avec plus de 50 % des fonds attribués au bénéfice des ressources humaines engagées dans  son institution (voir figure 12 ci-dessous). Ces dépenses annuelles n’atteignent cependant jamais le niveau des rentrées budgétaires et permettent donc à la fondation de faire croître chaque année une réserve de liquidités (voir figure 13 ci-dessous). Il en résulte qu'en comparaison d'autres organisations du secteur, la fondation Wikimedia se distingue par une marge d'exploitation très saine, qui est sans doute liée au nombre très restreint de salariés en comparaison de la taille et de la complexité du budget, mais également à la taille du mouvement international de volontaires, qu'elle se doit de gérer.
Une partie du budget de la fondation Wikimedia est aussi transmise aux associations locales par l'intermédiaire d'un comité des fonds. En 2013-2014, ce comité, aidé par un logiciel d'aide à la prise de décision, a accordé des financements à des individus, groupes et associations dans plus de 60 pays du monde, et 30 communautés linguistiques et thématiques. Il est cependant reprochable au système de distribution de subventions d'être difficile d'accès pour les personnes n'ayant pas d'expérience spécifique dans ce type de demande ce qui rend donc la situation profitable à des organismes spécialisés extérieurs au mouvement.

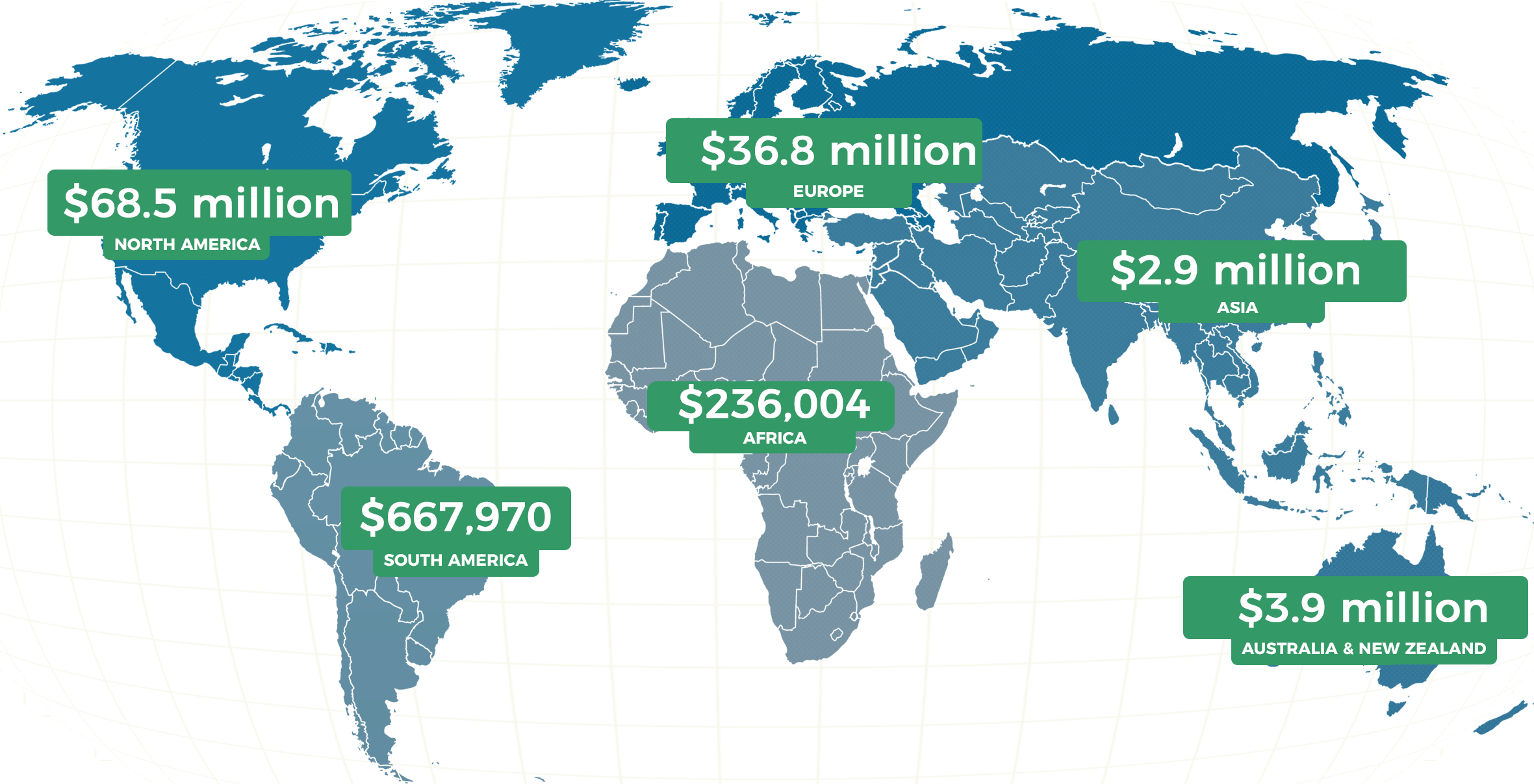
Fig. 10 : Origines géographiques des dons au mouvement Wikimédia par continent pour la campagne 2018-2019 (TSkaff, 2019).
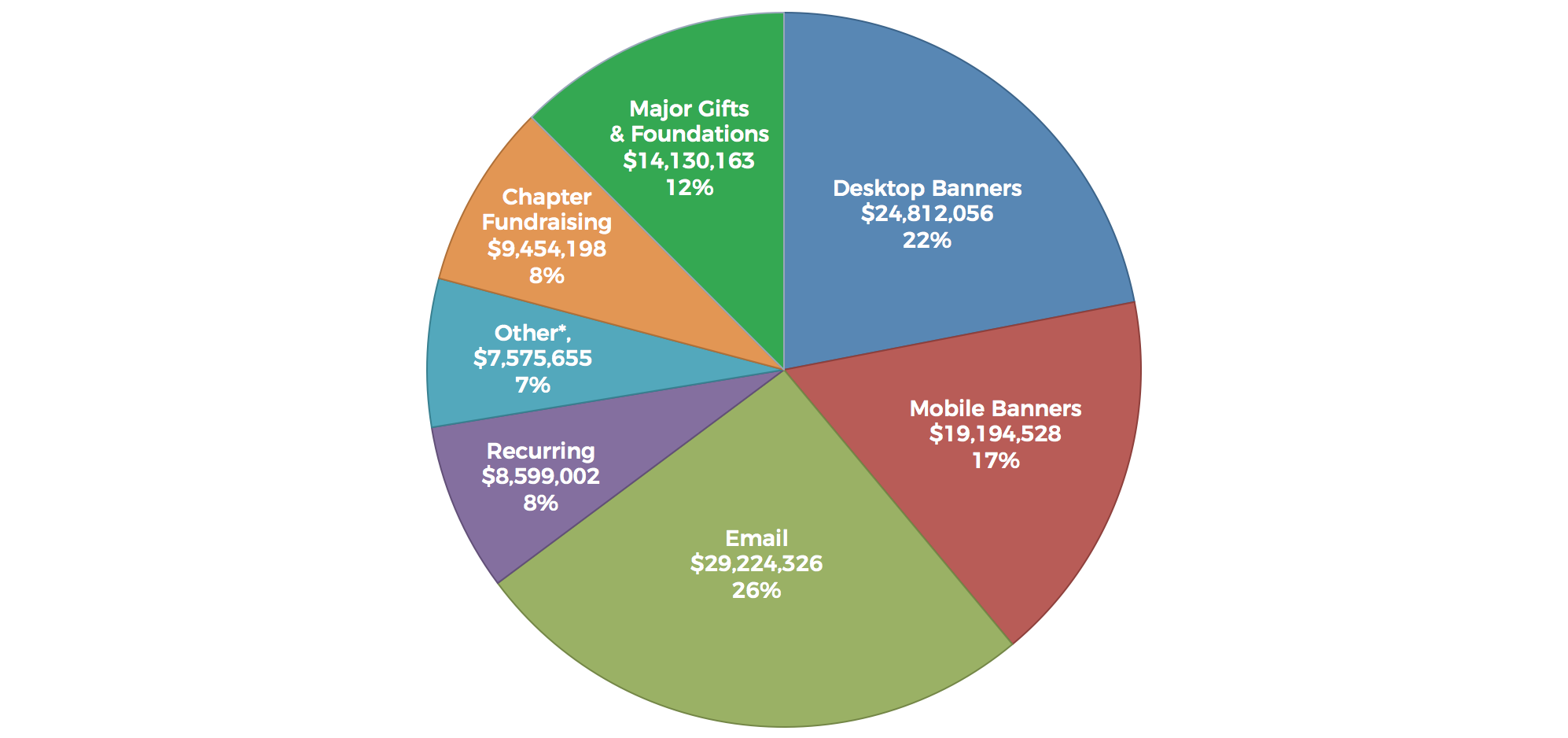
Fig. 11 : Origine des dons au mouvement Wikimédia (TSkaff, 2019).
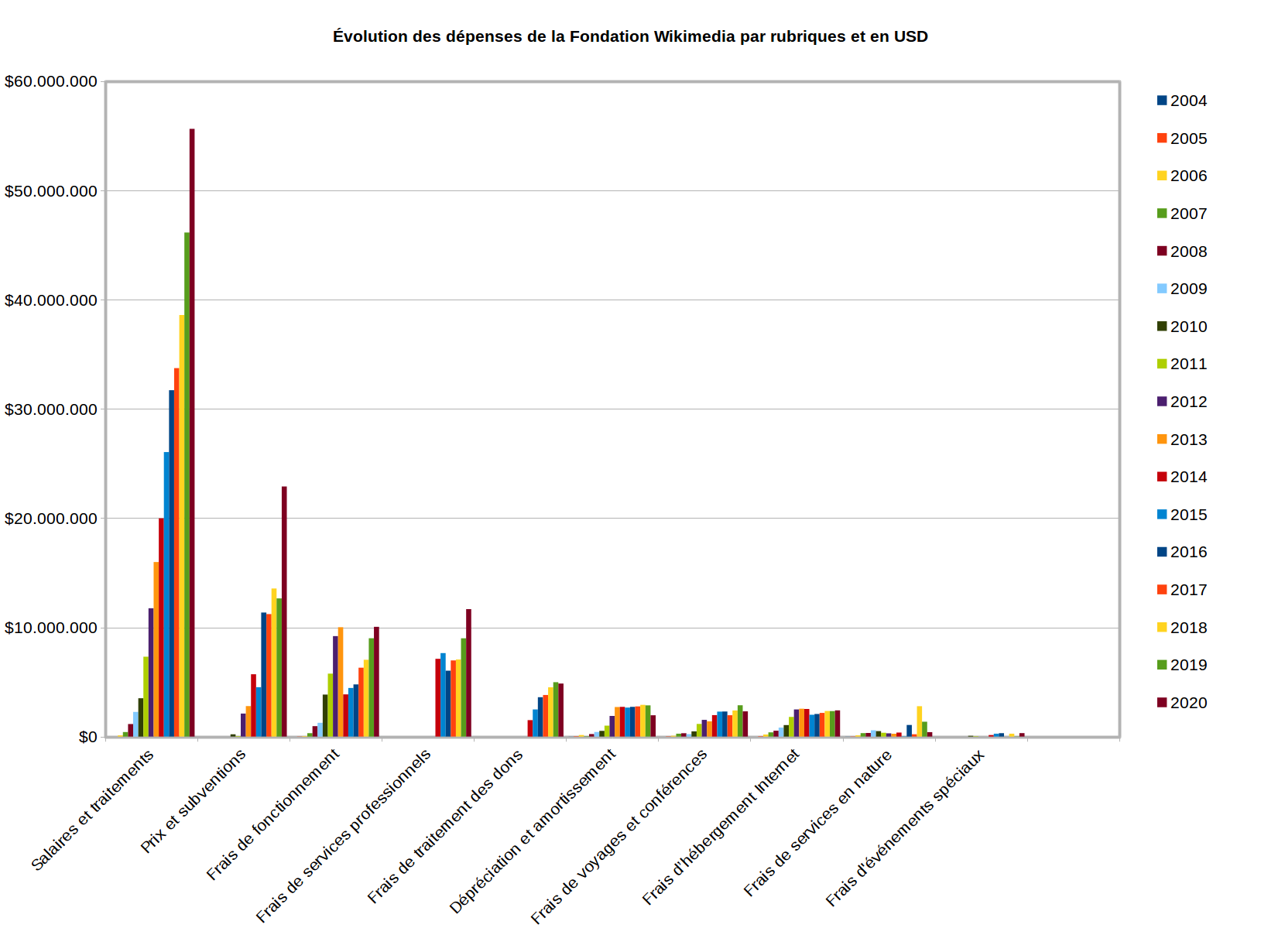
Fig. 12 : Répartition et évolution des dépenses de la Fondation Wikimedia de 2004 à 2018 (Scheepmans, 2019).
Fig. 13 : Développement financier de la Fondation Wikimedia depuis 2003 (Sameboat et al., 2019).

## Représentations graphiques

Carte mentale du mouvement Wikimédia en anglais.